# Cratere Kiriamma
Kiriamma è un cratere sulla superficie di Cerere.